# Покликушкин, Александр Васильевич
Александр Васильевич Покликушкин (28 октября 1913, Москва — 18 марта 1945, Польша) — Гвардии капитан Рабоче-крестьянской Красной Армии, участник Великой Отечественной войны, Герой Советского Союза (1944).

## Биография
Александр Покликушкин родился 28 октября 1913 года в Москве. С раннего возраста проживал сначала во Владимирской, затем в Рязанской области. После окончания неполной средней школы работал сначала на лесозаводе, затем на текстильной фабрике. В 1932 году Покликушкин был призван на службу в Рабоче-крестьянскую Красную Армию. Окончил школу младших авиаспециалистов и Качинскую военную авиационную школу пилотов. С июня 1942 года — на фронтах Великой Отечественной войны.
К февралю 1944 года гвардии лейтенант Александр Покликушкин командовал звеном 74-го гвардейского штурмового авиаполка 1-й гвардейской штурмовой авиадивизии 8-й воздушной армии 4-го Украинского фронта. К тому времени он совершил 761 боевой вылет на штурмовку скоплений боевой техники и живой силы противника, нанеся ему большие потери.
Указом Президиума Верховного Совета СССР от 1 июля 1944 года за «отвагу и мужество, проявленные при нанесении бомбовых и штурмовых ударов по противнику» гвардии лейтенант Александр Покликушкин был удостоен высокого звания Героя Советского Союза с вручением ордена Ленина и медали «Золотая Звезда» за номером 3723.
18 марта 1945 года Покликушкин погиб в воздушном бою под польским городом Кентшин. Первоначально был похоронен в Кентшине, позднее перезахоронен в Варшаве.

## Награды
Был награждён двумя орденами Ленина, тремя орденами Красного Знамени, орденами Александра Невского, Отечественной войны 1-й и 2-й степеней, медалью.

## Память
В честь Покликушкина названа улица в посёлке Гусь-Железный Касимовского района Рязанской области.